# Hypsiscopus
Hypsiscopus – rodzaj węży z rodziny Homalopsidae.

## Zasięg występowania
Rodzaj obejmuje gatunki występujące w Azji (Chiny, Tajwan, Indie, Mjanma, Tajlandia, Laos, Wietnam, Kambodża, Malezja, Brunei i Indonezja).

## Systematyka

### Etymologia
Hypsiscopus: gr. ὑψι hupsi „wysoko, w górze”; σκοπος skopos „poszukiwacz”, od σκοπεω skopeō „badać”.

### Podział systematyczny
Do rodzaju należą następujące gatunki:
- Hypsiscopus indonesiensis Hamidy, Zakky, Fitriyana & Endarwin, 2023
- Hypsiscopus matannensis (Boulenger, 1897)
- Hypsiscopus murphyi Bernstein, Voris, Stuart, Phimmachak, Seateun, Sivongxay, Neang, Karns, Andrews, Osterhage, Phipps & Ruane, 2022
- Hypsiscopus plumbeus (Boie, 1827) – mieliznówka malajska
- Hypsiscopus wettsteini (Amaral, 1929)